# República de Jònia
La República de Jònia fou un estat grec en forma de república independent, format als territoris grecs de l'Àsia Menor lliurats pels otomans al final de la guerra. Les forces militars gregues ocupaven des del 1919 Esmirna i regions veïnes, de les quals s'havia traspassat l'administració per part del sultà, regions que els grecs van voler estendre més a l'est però el 1922 van ser aturats pels kemalistes. El 17 de juliol de 1922 segons el calendari julià aleshores vigent (30 de juliol segons l'actual calendari gregorià) el govern grec va emetre una proclamació prometen al poble grec de Jònia un sistema republicà d'autogovern sobre el territori concedit pel tractat de Sevres i encarregava a l'alt comissionat grec a Esmirna de fer els passos que considerés necessaris. Els venizelistes al govern grec eren favorables a la Jònia independent però els seus opositors monàrquics no hi estaven d'acord perquè reforçava la posició nacional i internacional del seu rival. Els mateixos venizelistes consideraven la proclamació sense prou força i tampoc li donaven suport tal com s'havia formulat.
El 14 d'agost (27 d'agost segons el calendari gregorià) els turcs kemalistes, com a resposta, van iniciar la seva ofensiva i en poc temps (setembre) van derrotar els grecs. Prop de la derrota, militars de les forces d'ocupació, en virtut de la declaració del govern, amb suport d'alguns civils grecs, van fer una cerimònia de proclamació de la República de Jònia que no tenia cap virtualitat perquè el territori era segons el tractat de sobirania otomana i als grecs només els corresponia l'administració cedida pel sultà, i estava sota control de les forces militars gregues, però els grecs no podien romandre en lluita indefinidament amb els kemalistes, ni d'altra banda podien abandonar Jònia a la seva sort. Finalment els turcs van entrar a Esmirna (9 de setembre). L'armistici es va signar a Mudanya (província de Bursa) l'11 d'octubre de 1922. El gener de 1923, es va reunir a Lausana una conferència de totes les potències interessades en el restabliment de la pau. El 30 de gener de 1923, Grècia i Turquia van signar l'acord que establia la repatriació dels internats civils per les dues parts i de tots el presoners de guerra turcs i un nombre igual de presoners grecs, i la resta de presoners de guerra i alguns civils van ser enviats a camps de treball i els que van sobreviure foren repatriats després de la signatura del tractat de pau de Lausana el 24 de juliol de 1923, que incloïa un conveni per a l'intercanvi de poblacions entre Grècia i Turquia basat en criteris de religió.